# Cathédrale d'Acireale
La cathédrale d'Acireale ou cathédrale Notre-Dame-de-l'Annonciation (en italien : cattedrale di Acireale ou cattedrale Maria Santissima Annunziata), est une cathédrale catholique romaine de la ville d'Acireale, dans la province de Catane en Sicile. Elle est le siège de l'évêché d'Acireale depuis 1870.

## Histoire
Située sur la Piazza del Duomo, elle fut construite comme une simple église paroissiale en 1597. Elle a été ensuite très agrandie pour recevoir les reliques de saint Venera, l'un de deux saint patrons de la ville. Elle a résisté au tremblement de terre de 1693 puis a bénéficié d'améliorations au cours des siècles suivants.
On remarque en particulier : le portail baroque représentant l'Annonciation par Placido Blandamonte (it) de Messine, datant de 1668, combinée avec une façade ouest néo-gothique par Giovan Battista Filippo Basile (it), achevé après sa mort en 1891. Les deux campaniles, de style maniériste, bien que d'apparence identique, ont des siècles d'écart dans leur construction : celui du sud est de 1655, comme le dôme, et celui du nord, ainsi que la rosace, datent de 1890. L'intérieur baroque remonte au XVIIe siècle.

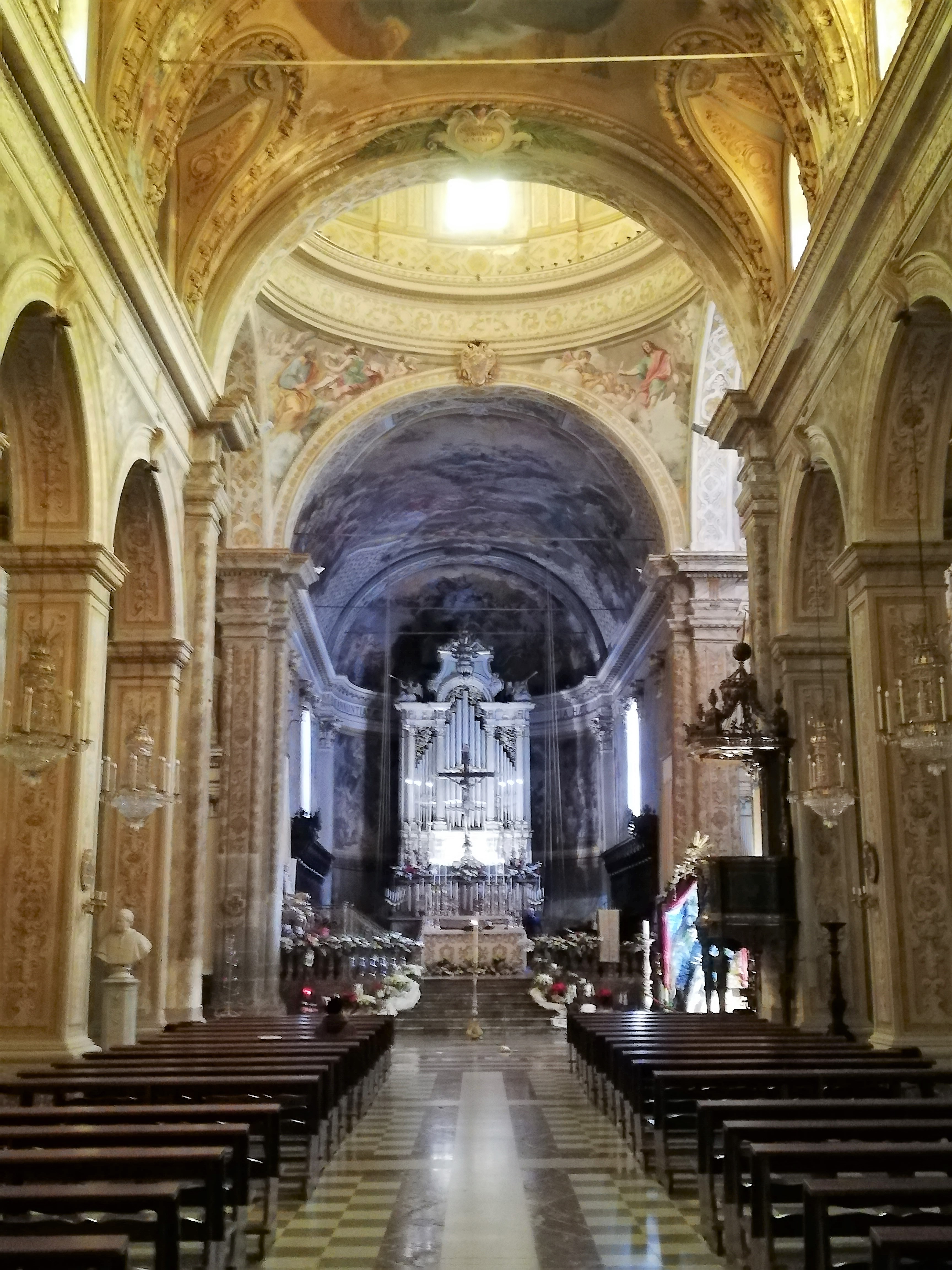
L'intérieur de la cathédrale.
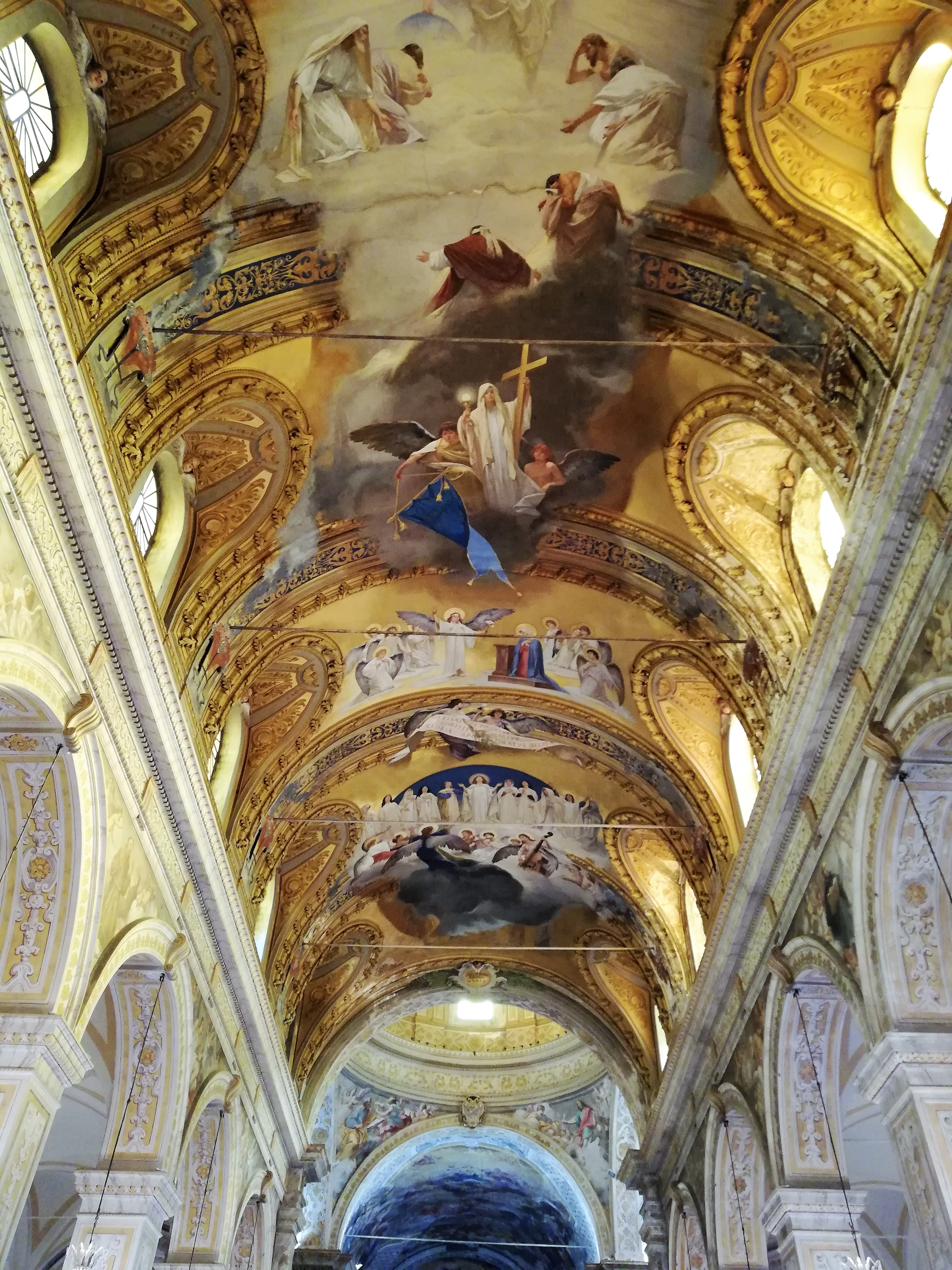
Les peintures du plafond de la nef.

## Source
- (en) Cet article est partiellement ou en totalité issu de l’article de Wikipédia en anglais intitulé « Acireale Cathedral » (voir la liste des auteurs).